# Ancoraimes
Ancoraimes es una localidad y municipio boliviano, ubicado en la provincia de Omasuyos en el departamento de La Paz.
Se encuentra ubicado a 135 km de la ciudad de La Paz, capital del departamento; y se halla a 3.880 metros sobre el nivel del mar. Según el censo nacional de 2012, el municipio de Ancoraimes cuenta con una población de 13,136 habitantes.

## Demografía
De acuerdo con el censo boliviano de 2024, la población del municipio de Ancoraimes es de 16 900 habitantes.
La población del municipio de Ancoraimes estuvo sujeta a fluctuaciones importantes entre 1992 y 2024:
| Año  | Habitantes (municipio) | Fuente |
| ---- | ---------------------- | ------ |
| 1992 | 13.653                 | Censo  |
| 2001 | 15.199                 | Censo  |
| 2012 | 13.136                 | Censo  |
| 2024 | 16.900                 | Censo  |